# حارة اليمن
حارة اليمن هي إحدى حارات مدينة جدة الأربعة التاريخية داخل سورها القديم، تقع الحارة شمال جدة التاريخية الواقعة وسط مدينة جدة في المملكة العربية السعودية، تقع الحارة في الجزء الجنوبي من داخل السور، جنوبي شارع العلوي،   اكتسبت الحارة اسمها نسبة إلى موقعها في الاتجاه الجنوبي من المدينة، حيث كان العرب قديمًا يطلقون على كل ما يقع جنوبًا اسم “اليمن”، وفق مفهوم الاتجاهات الجغرافية في الثقافة العربية القديمة

## وصلات خارجية
- موقع حارة اليمن على الخريطة